# 陸軍局
陸軍局（りくぐんきょく、ドイツ語：Heeresamt、略称：HA）は、ドイツ連邦陸軍における陸軍指揮司令部と並列する二大組織の一つ。陸軍指揮幕僚監部の傘下にあって陸軍少将が局長を務め、連邦陸軍に必要な概念の開発、教育、装備に責任を負う。局は約1,100人の軍人と文民で構成される。この他に、連邦陸軍の組織において兵站分野の運用のためにも活動する。

## 陸軍局の任務
上位の目的としては、陸軍の効率的な運用、教育、組織および装備についてさらなる改善を図ることである。このため以下のような事項が陸軍局の主要任務となる。
- 陸軍指揮幕僚監部による制約の下での職掌に基づく陸軍の機能的発展。
- 陸軍情報技術システムの監督と指導。
- 兵科の発展。
- 計画作成と規則の処置。
- 人事・教育基準の計画作成や処置。
- 従属する部に対する指揮。

この他に、陸軍局はケルンに配置されているいくつかの外国軍の駐在武官連絡官と連携している。
陸軍局は、約500人の士官、250人の下士官、160の班および120人以上の文民職員で構成し、隷下には約12,000人を従えている。

## 構造と組織

### 主要幹部
陸軍局の長には陸軍少将が指定される。局長の直属下には先任法務官（LRB）、先任衛生官（LSO）が置かれ、士官教育、下士官教育、部隊教育および予備役教育の執行のために統制・監察する。局長は外国軍連絡官と直接接触できる。副局長には陸軍准将が指定され、すべての陸軍学校の指揮官であると同時に情報通信部隊も従えている。幕僚長には陸軍准将が指定され、陸軍局幕僚部の長として所属下の部間どうしの調整や運用評価などを統括し、各部は幕僚長に対して管理について報告する。

### 内部組織
専門部には第1から第5部まであり、各部は以下のような任務について責任を有する。
- 第1部（Abteilung I、陸軍の発展）、陸軍における基礎的概念と陸軍が利用する防衛資器材の発展に係わる必要条件の計画について。
- 第2部（Abteilung II、教育）、陸軍全体の基本的・横断的な教育業務について。
- 第3部（Abteilung III、陸軍軍備）、陸軍の軍備計画について。
- 第4部（Abteilung IV、組織）、陸軍組織の構造概念、概念に則した組織管理の処置、装備品の性能証明、基礎的組織構造のための準備、整理、装備および資材について。
- 第5部（Abteilung V、後方支援・利用）、陸軍後方支援態勢の中心的指導と統制について。

陸軍局本部はケルンに所在するコンラート・アデナウアー兵営に設けられている。第2部と第4部はオイスキルヒェンに所在するルドルフ＝クリストフ・フォン・ゲルスドルフ兵営に、第3部がコブレンツのライン川兵舎に、第5部の一部はバート・ノイェンアール＝ヴァイーラーのアール川兵営に所在している。

## 下位組織
陸軍局は陸軍のすべての中央教育機関を傘下に治めている。
- 陸軍センター
- 陸軍学校

これらの陸軍学校やセンターなど陸軍施設3,000箇所、約12,000人の軍人や文民職員を下位指揮機構に治める。

## 歴史
陸軍局は連邦国防省の支所として1956年2月16日に部隊局（Truppenamt）の第5部 / 部隊課（Abteilung V/Truppenreferate）として設立される。内部組織には指揮部隊監部（InFüTr）、戦闘部隊監部（InKpfTr）、砲兵部隊監部（InArtTr）、防空部隊監部（InHFlaTr）、工兵部隊監部（InPiTr）、技術部隊監部（InTTr）、衛生部隊監部（InSanTr）、陸軍教育制度監部（EBH）、陸軍基幹部門（SDH）から成っていた。1956年6月10日に第5部 / 部隊課は稼働し、1970年10月1日に陸軍局に改称される。1986年に陸軍局はフリードリヒ・オルブリヒト将軍抵抗戦士記念碑を敷地内に建設した。1990年8月から東ドイツ国家人民軍との統合事業の開始に伴い新生ドイツ軍を形成するための教育を担当し、1995年には陸軍局全体の再編成がなされ、これ以降は陸軍における概念の発展ついて責任を負う。2008年4月1日に陸軍後方支援センターは第5部として陸軍局に取り込まれる。

## 歴代局長
| 代 | 氏名                                                       | 着任           | 離任           |
| -- | ---------------------------------------------------------- | -------------- | -------------- |
| 1  | ヘルムート・ラインハルト陸軍少将 Helmuth Reinhardt         | 1956年6月1日   | 1960年9月30日  |
| 2  | ヘルムート・メーダー陸軍少将 de:Hellmuth Mäder             | 1960年10月1日  | 1968年9月30日  |
| 3  | フーベルト・ゾネック陸軍少将 Hubert Sonneck                | 1968年10月1日  | 1974年3月31日  |
| 4  | ハインツ＝ゲオルク・レム陸軍少将 Heinz-Georg Lemm          | 1974年4月1日   | 1979年9月30日  |
| 5  | ホルスト・ヴェナー陸軍少将 Horst Wenner                    | 1979年10月1日  | 1983年3月31日  |
| 6  | ヴェルナー・シェーファー陸軍少将 Werner Schäfer            | 1983年4月1日   | 1986年3月31日  |
| 7  | ゲルハルト・ワクター少将 Gerhard Wachter                   | 1986年4月1日   | 1986年11月30日 |
| 8  | ヴォルフガング・オデンダール陸軍少将 Wolfgang Odendahl     | 1986年12月1日  | 1990年3月31日  |
| 9  | エルンスト・クラフッス陸軍少将 Ernst Klaffus               | 1990年4月1日   | 1994年3月31日  |
| 10 | ユルゲン・ライヒャルト陸軍少将 de:Jürgen Reichardt         | 1994年4月1日   | 1999年3月31日  |
| 11 | マンフレート・ディートリッヒ陸軍少将 Manfred Dietrich      | 1999年4月1日   | 2001年3月31日  |
| 12 | ヴェルナー・ヴィダー陸軍少将 Werner Widder                 | 2001年3月31日  | 2003年9月      |
| 13 | ユルゲン・ルーヴェ陸軍少将 de:Jürgen Ruwe                  | 2003年10月1日  | 2005年3月1日   |
| 14 | ヴォルフガング・コルテ陸軍少将 de:Wolfgang Korte           | 2005年3月1日   | 2006年11月15日 |
| 15 | ヴォルフ＝ヨアヒム・クラウス陸軍少将 de:Wolf-Joachim Clauß | 2006年11月15日 |                |